# ياغو دياز
ياغو دياز (بالإسبانية: Iago Díaz Fernández) هو لاعب كرة قدم إسباني، ولد في 10 فبراير 1993 في برشلونة في إسبانيا. لعب مع نادي ألميريا ونادي لوغو.

## وصلات خارجية
- ياغو دياز على موقع قاعدة بيانات كرة القدم.إي يو (الإنجليزية)
- ياغو دياز على موقع Soccerbase.com (لاعب) (الإنجليزية)
- ياغو دياز على موقع Soccerway.com (الإنجليزية)